# Alain Fleischer
 (juillet 2023).
Si vous disposez d'ouvrages ou d'articles de référence ou si vous connaissez des sites web de qualité traitant du thème abordé ici, merci de compléter l'article en donnant les références utiles à sa vérifiabilité et en les liant à la section « Notes et références ».
 (juin 2023).
La mise en forme du texte ne suit pas les recommandations de Wikipédia : il faut le « wikifier ».
Les points d'amélioration suivants sont les cas les plus fréquents. Le détail des points à revoir est peut-être précisé sur la page de discussion.
- Les titres sont pré-formatés par le logiciel. Ils ne sont ni en capitales, ni en gras.
- Le texte ne doit pas être écrit en capitales (les noms de famille non plus), ni en gras, ni en italique, ni en « petit »…
- Le gras n'est utilisé que pour surligner le titre de l'article dans l'introduction, une seule fois.
- L'italique est rarement utilisé : mots en langue étrangère, titres d'œuvres, noms de bateaux, etc.
- Les citations ne sont pas en italique mais en corps de texte normal. Elles sont entourées par des guillemets français : « et ».
- Les listes à puces sont à éviter, des paragraphes rédigés étant largement préférés. Les tableaux sont à réserver à la présentation de données structurées (résultats, etc.).
- Les appels de note de bas de page (petits chiffres en exposant, introduits par l'outil «  Source ») sont à placer entre la fin de phrase et le point final[comme ça].
- Les liens internes (vers d'autres articles de Wikipédia) sont à choisir avec parcimonie. Créez des liens vers des articles approfondissant le sujet. Les termes génériques sans rapport avec le sujet sont à éviter, ainsi que les répétitions de liens vers un même terme.
- Les liens externes sont à placer uniquement dans une section « Liens externes », à la fin de l'article. Ces liens sont à choisir avec parcimonie suivant les règles définies. Si un lien sert de source à l'article, son insertion dans le texte est à faire par les notes de bas de page.
- La présentation des références doit suivre les conventions bibliographiques. Il est recommandé d'utiliser les modèles {{Ouvrage}}, {{Chapitre}}, {{Article}}, {{Lien web}} et/ou {{Bibliographie}}. Le mode d'édition visuel peut mettre en forme automatiquement les références.
- Insérer une infobox (cadre d'informations à droite) n'est pas obligatoire pour parachever la mise en page.

Pour une aide détaillée, merci de consulter Aide:Wikification.
Si vous pensez que ces points ont été résolus, vous pouvez retirer ce bandeau et améliorer la mise en forme d'un autre article.
Pour les articles homonymes, voir Fleischer.
Alain Fleischer, né le 10 janvier 1944 à Paris, est un cinéaste, photographe, plasticien et écrivain français.
Il fait ses études universitaires à la Sorbonne à Paris et à l’École des Hautes Études en Sciences Sociales, où il a étudié les lettres modernes, les linguistiques, la sémiologie, et l’anthropologie.
Alain Fleischer est directeur du Fresnoy - Studio national des arts contemporains, qu’il a créée en 1997, missionné par le ministère de la Culture.

## Biographie
Alain Fleischer fut professeur dans diverses écoles d’arts visuels et de cinéma, notamment à l’Université de Paris III, de 1979 à 1985, et l’Université du Québec à Montréal, 1992 et 1993. Il a également enseigné à l’Ecole nationale d’art de Nice-Villa Arson, à l’Idhec-Fémis, à l’Ecole nationale d’art de Paris-Cergy, à l’Ecole nationale de la photographie d’Arles. Il fut par la suite missionné par le ministère de la Culture pour fonder Le Fresnoy - Studio national des arts contemporains, qu’il dirige depuis octobre 1997.
Alain Fleischer a donné diverses conférences d’histoire et de théorie de l’art, du cinéma, de l’architecture, à Paris (Centre Pompidou, Ircam, Cité du Patrimoine au Palais de Chaillot, Ecole normale supérieure), à Lyon (Ecole normale supérieure, Villa Gillet), à Arles (Association française des traducteurs littéraires, Ecole nationale de la Photographie, Musée Réatu), à Montréal (UQÀM, musée d’Art contemporain), à Québec (université Laval), en Espagne (université de Barcelone), au Japon (université de Tokyo), à New York (New York University, et School of visual Arts, etc.), à Boston (Harvard University), en Caroline du Nord (Duke University), à Pékin (Chinese academy of fine Arts, CAFA), à Minsk, Biélorussie (Bibliothèque nationale), à Orvieto, Italie (université), à Rome, Italie (école des Beaux-arts), à Rio de Janeiro, Brésil (université), etc.
Alain Fleischer a été organisateur de colloques en France (Plasticité, signes des temps ; Les figures de l’idiot ; Vitesses limites ; Lumières des Lumière, Le rêve des formes, etc.), et co-organisateur de colloques au Canada (Ensemble, Ailleurs, Ryerson University, Toronto, et Les lumières de la Ville, UQÀM, Montréal, en 2013).

### Publications
Alain Fleischer a publié près d'une cinquantaine d'ouvrages : romans, nouvelles et essais chez des éditeurs comme Gallimard, Le Seuil, Fayard, Actes Sud, Grasset, Le Cherche-Midi, Fata Morgana ou L'Arbre vengeur. Lors d'un entretien avec Florence Bouchy, il confie ne pas écrire lui-même ses livres, mais les dicter à sa compagne Danielle Schirman.
Il a collaboré à des revues comme Artpress, Beaux-Arts magazine, les Cahiers du musée national d’Art moderne (Paris), Les Écrits et Parachute (Montréal).

### Distinctions
- Pensionnaire à l'Académie de France à Rome (Villa Médicis) en photographie de 1985 à 1987[5]
- Docteur honoris causa de l'Université européenne des humanités à Vilnius, 2013[6]
- Officier de l'ordre des Arts et des Lettres (arrêté du 18 décembre 2020)[7]

## Œuvres

### Filmographie
- Un film inachevé, 1962
- Un hiver à Majorque, 1965
- Montage IV, 1968
- Règles, rites, 1969
- L'Homme qui aboie, 1970
- La Surprise, 1970
- Le Coin, 1970
- Le Réveil, 1970
- Quelques activités de Christian B., 1970
- Les Rendez-vous en forêt, 1971
- Dehors-dedans, 1975
- Zoo Zéro, 1979
- Pierre Klossowski, portrait de l’artiste en souffleur, 1982
- Histoire géographie, 1982
- L'Aventure générale, 1982
- Au fil du labyrinthe, quel musée pour le XXe siècle ? 1984
- Boltanski par Fleischer, 1984
- L'Art d'exposer, 1984
- Longs Debarcaderes, 1984
- Photographie et Cinema, 1984
- Cine roman, 1985
- La Grande Galerie du Louvre, 1989
- Loth et ses filles, l'embarquement pour Cythere Saint Jean-Baptiste, 1989
- La Nuit des toiles, 1989
- A la recherche de Christian B, 1990
- Le Collectionneur et le commissaire, 1990
- Le Regard d'un amateur, 1990
- Description d'un jeu, 1992
- Le Cow-Boy et l'Indien, 1992
- Les Grands Artistes et le veilleur de nuit, 1992
- Rome Roméo, 1992
- Niagara-on-Tape, 1993
- L'Homme qui danse, 2: Min Tanaka, 1994
- Le Louvre imaginaire, 1994
- Un tournage à la campagne, 1994
- Le Large et au-delà, 1995
- Tubes, 1995
- Un Musée dans tous ses états : Le Musée des Beaux-Arts de Lille, 1995
- Pierre Klossowski, un écrivain en images, 1996
- Pierre Klossowski ou l'Eternel Détour, 1996
- Kontaktabzüge 1, 1998
- Le Visiteur, 1998
- Un monde agité, 2000
- Jean Nouvel, 2001
- Le Roi Rodin, 2022
- La Revue : Atom Egoyan, 2003
- Le Roi Rodin, 2003
- Du côté de Vitebsk- Journal de voyage, 2005
- Centre Pompidou, l’espace d’une Odyssée, 2007
- Morceaux de conversations avec Jean-Luc Godard, 2007
- Valeurs sûres, 2007
- Anthony Caro, la sculpture comme religion, 2008
- Le frivole et le complexe, 2008
- Outer Darkness, 2017
- Brancusi : les métamorphoses de la sculpture, 2024

### Publications
- FLEISCHER, Alain, 599 - essai nouvelle photographies, Actes Sud, 2007, 112 p.
- FLEISCHER, Alain, SAYAG, Alain, Alain Fleischer : un fantastique architectural au XVIIe siècle, Editions Léo Scheer, 2004, 334 p.
- FLEISCHER, Alain, SAYAG, Alain, Alain Fleischer, Centre national de la photographie, 1995, 144 p.
- FLEISCHER, Alain, Alma Zara : roman - collection Vingt-Six, Grasset, 2015, 251 p.
- FLEISCHER, Alain, Caméras, Actes Sud Jeunesse, 2009, 96 p.
- FLEISCHER, Alain, Conférenciers en situation délicate, Editions Léo Scheer, 2012, 152 p.
- FLEISCHER, Alain, Court-circuits, Cherche Midi, 2012, 492 p.
- FLEISCHER, Alain, Effondrement, Cherche Midi, 2015, 320 p.
- FLEISCHER, Alain, Egon Schiele, Editions du Huitième Jour, 2008, 61 p.
- FLEISCHER, Alain, Faire le noir: Notes et études sur le cinéma, Marval, 1995
- FLEISCHER, Alain, Imitation, Éditions Actes Sud, 2012, 342 p.
- FLEISCHER, Alain, L'Accent. Une langue fantôme, Le Seuil, 2005, 180 p.
- FLEISCHER, Alain, L'Amant en culottes courtes, Le Seuil, 2006, 616 p.
- FLEISCHER, Alain, L'art d'Alain Resnais, Editions du Centre Pompidou, 1999, 100 p.
- FLEISCHER, Alain, L'ascenseur, Cherche Midi, 2012, 128 p.
- FLEISCHER, Alain, La Femme qui avait deux bouches, et autres récits, Le Seuil, 2016, 586 p., réédition augmentée L'Arbre vengeur, 2023.
- FLEISCHER, Alain, La nuit sans Stella, Actes Sud, 1995, 72 p.
- FLEISCHER, Alain, L'impératif utopique : Souvenirs d'un pédagogue, Editions Galaade, 2012, 274 p.
- FLEISCHER, Alain, La Femme couchée par écrit, Editions Léo Scheer, 2014, 244 p.
- FLEISCHER, Alain, La Hache et le Violon, Le Seuil, 2016, 456 p.
- FLEISCHER, Alain, La pornographie : une idée fixe de la photographie, La Musardine, 2001, 84 p.
- FLEISCHER, Alain, La Seconde Main. Nouvelle précédée de : Notes sur quelques images particulières, Actes Sud, 2001, 101 p.
- FLEISCHER, Alain, La traversée de l'Europe par les forêts, Virgile éditions, 2004, 70 p.
- FLEISCHER, Alain, La vie extraordinaire de mon auto, Editions Verdier, 2021, 235 p.
- FLEISCHER, Alain, La Vision d'Avigdor, Cherche Midi, 2008, 252 p.
- FLEISCHER, Alain, Le Carnet d'adresses, Le Seuil, 2008, 352 p.
- FLEISCHER, Alain (sous la dir. de), PROCHIANTZ, Alain (sous la dir. de), Le Genre humain, n° 60. Le Rêve des formes, Le Seuil, 2019,252 p.
- FLEISCHER, Alain, Le Récidiviste, Le Seuil, 2019, 352 p.
- FLEISCHER, Alain, Les Ambitions désavouées, Le Seuil, 2016, 448 p.
- FLEISCHER, Alain, Les Angles morts, Le Seuil, 2016, 409 p.
- FLEISCHER, Alain, Les Laboratoires du temps : Ecrits sur le cinéma et la photographie, Editions Galaade, 2008, 426 p.
- FLEISCHER, Alain, Les Trapézistes et le Rat, Le Seuil, 2016, 381 p.
- FLEISCHER, Alain, Moi, Sandor F, Fayard, 2009, 416 p.
- FLEISCHER, Alain, Mummy, mummies, Verdier, 2022, 72 p.
- FLEISCHER, Alain, Petites histoires d'infinis, Editions Gallimard, 2021, 159 p.
- FLEISCHER, Alain, Passages clandestins, Centre des arts, 2017, 176 p.
- FLEISCHER, Alain, Pierre Molinier ou l'inceste extrême, Louison Edition, 2022, 121 p.
- FLEISCHER, Alain, Pris au mot, Verdier, 1999, 144 p.
- FLEISCHER, Alain, Prolongations, Gallimard, 2008, 528 p.
- FLEISCHER, Alain, Quatre Voyageurs, Le Seuil, 2016, 256 p.
- FLEISCHER, Alain, Quelques obscurcissements, Le Seuil, 2007, 180 p.
- FLEISCHER, Alain, Réponse du muet au parlant. En retour à Jean-Luc Godard, Le Seuil, 2011, 208 p.
- FLEISCHER, Alain, Retour au noir: Le Cinéma et la Shoah : quand ça tourne autour, Editions Léo Scheer, 2016, 85 p.
- FLEISCHER, Alain, Risibles malentendus, L'Arbre vengeur, 2023, 170 p.
- FLEISCHER, Alain, Sade scénario, Cherche Midi, 2013, 450 p.
- FLEISCHER, Alain, Sous la dictée des choses, Le Seuil, 2011, 496 p.
- FLEISCHER, Alain, Vers l'empreinte immaculée: Sur une œuvre de Simon Hantaï, Sans Titre (2001), Editions Invenit, 2011, 40 p.

### Travaux plastiques
- FLEISCHER, Alain, Autoportraits sous le masque, 1992, tirage photographique noir et blanc, 35 x 50 cm
- FLEISCHER, Alain, Ecran sensible. La lettre, 1996, image photographique noir et blanc d’après la projection d’un film négatif 16mm, 300 x400 cm
- FLEISCHER, Alain, Je ne suis qu’une image. Plume, 2017, photographie couleur en caisson lumineux
- FLEISCHER, Alain, Je ne suis qu’une image. Arête, 2017, photographie couleur en caisson lumineux
- FLEISCHER, Alain, L'Ame du couteau, 1982, épreuve gélatino-argentique, 60 x 50 cm
- FLEISCHER, Alain, L’Apparition du monstre, 2017, vidéos et infographie
- FLEISCHER, Alain, L’Invention de la lumière, 2019, tirage photographique d’après un fichier numérique, 90 x 120 cm
- FLEISCHER, Alain, La Cuillère, 1985, épreuve gélatino-argentique, 43 x 25 ,3 cm, attribution au Musée national d'art moderne / Centre de création industrielle
- FLEISCHER, Alain, La Nuit des images, 1992, tirage cibachrome, 120 x 180 cm
- FLEISCHER, Alain, La Tombe de Kafka, 1989, épreuve gélatino-argentique, 36,8 x 25,5 cm
- FLEISCHER, Alain, La Traversée des apparences, 1988, cage à oiseaux traversée par un tube aquarium
- FLEISCHER, Alain, Le Regard des morts, 1998, tirages argentiques non fixés plongés dans des cuvettes d’eau, sous lumière inactinique, 600 x 1000 cm
- FLEISCHER, Alain, Le Voyage du brise-glace, 1982, installation avec projections photographiques, bassin, miroirs flottants et maquette de bateau
- FLEISCHER, Alain, Les Hommes dans les draps, 2000, tirage photographique noir et blanc, 35 x 50 cm
- FLEISCHER, Alain, Happy days with Velasquez, 1987, Cibachrome marouflé sur aluminium, 120 x 168 cm
- FLEISCHER, Alain, Miroirs, 1981, épreuve gélatino-argentique, 25,5 x 38,3 cm
- FLEISCHER, Alain, Miroirs-Tiroirs I, 1981, épreuve gélatino-argentique, 57,5 x 37,8 cm, attribution au Musée national d'art moderne / Centre de création industrielle
- FLEISCHER, Alain, Miroirs-Tiroirs II, 1980, épreuve gélatino-argentique, 50,5 x 37,5 cm, attribution au Musée national d'art moderne / Centre de création industrielle
- FLEISCHER, Alain, Miroirs-Tiroirs III, 1980, épreuve gélatino-argentique, 57,8 x 38,4 cm, attribution au Musée national d'art moderne / Centre de création industrielle
- FLEISCHER, Alain, Miroirs-Tiroirs IV, 1980, épreuve gélatino-argentique, 57,5 x 37,9 cm, attribution au Musée national d'art moderne / Centre de création industrielle
- FLEISCHER, Alain, Nowhere / Now Here, 2020, lettres lumineuses et mécanisme, 70 x 900 cm
- FLEISCHER, Alain, Portrait de Kafka, 1987, épreuve gélatino-argentique, 58 x 43,4 cm
- FLEISCHER, Alain, Reflet, 1989, épreuve gélatino-argentique, 38 x 26,1 cm
- FLEISCHER, Alain, Rue de Prague, 1989, épreuve gélatino-argentique, 26 x 37,8 cm